# Championnat d'Albanie de football 1973-1974
Navigation
Championnat d'Albanie 1972-73 Championnat d'Albanie 1974-75
Le Championnat d'Albanie de football de Kategoria Superiore 1973-1974 est la 33e édition de ce championnat.

## Classement
| Rang | Équipe                  | Pts | J  | G  | N  | P  | Bp | Bc | Diff |
| ---- | ----------------------- | --- | -- | -- | -- | -- | -- | -- | ---- |
| 1    | Vllaznia Shkodër        | 37  | 26 | 16 | 5  | 5  | 38 | 18 | +20  |
| 2    | Partizan Tirana         | 35  | 26 | 13 | 9  | 4  | 37 | 16 | +21  |
| 3    | Besa Kavajë             | 30  | 26 | 8  | 14 | 4  | 21 | 15 | +6   |
| 4    | Dinamo Tirana           | 28  | 26 | 11 | 6  | 9  | 24 | 19 | +5   |
| 5    | Flamurtari Vlorë        | 28  | 26 | 9  | 10 | 7  | 24 | 24 | 0    |
| 6    | Shkëndija Tirana        | 26  | 26 | 8  | 10 | 8  | 23 | 23 | 0    |
| 7    | Labinoti Elbasan        | 24  | 26 | 7  | 10 | 9  | 21 | 20 | +1   |
| 8    | Traktori Lushnja        | 24  | 26 | 6  | 12 | 8  | 21 | 30 | -9   |
| 9    | Skënderbeu Korçë        | 23  | 26 | 8  | 7  | 11 | 15 | 20 | -5   |
| 10   | Lokomotiva Durrës       | 23  | 26 | 7  | 9  | 10 | 17 | 23 | -6   |
| 11   | Naftëtari Qyteti Stalin | 22  | 26 | 6  | 10 | 10 | 16 | 24 | -8   |
| 12   | Besëlidhja Lezhë        | 22  | 26 | 6  | 10 | 10 | 14 | 23 | -9   |
| 13   | 17 Nëntori Tirana       | 21  | 26 | 7  | 7  | 12 | 21 | 28 | -7   |
| 14   | Luftëtari Gjirokastër   | 21  | 26 | 5  | 11 | 10 | 13 | 22 | -9   |

|  | Champion   |
|  | Relégation |

## Bilan de la saison
| Tableau d'Honneur                 |                  |
| Compétition                       | Vainqueur        |
| Championnat d'Albanie de football | Vllaznia Shkodër |
| Coupe d'Albanie de football       | Dinamo Tirana    |

| Promotions et relégations     |                       |
| Relégués en First Division    | Luftëtari Gjirokastër |
| Promus en Kategoria Superiore | Punëtori Patos        |